# Nouvelles Idées pour Monaco
Nouvelles Idées pour Monaco (NIM) est un parti politique monégasque fondé en octobre 2022 par Daniel Boéri.

## Histoire
Daniel Boéri quitte Priorité Monaco en juillet 2022. Devenu le seul député d'opposition après la formation de l'Union nationale monégasque, il fonde le 26 octobre 2022 Nouvelles idées pour Monaco (NIM). Ses membres font notamment campagne sur les thème de l'écologie et de la mise en place d'un débat public sur la légalisation de l'interruption volontaire de grossesse.
Lors des élections nationales monégasques de 2023, le parti obtient 10,37 %
et un total de 8 401 voix et n'obtient aucun siège au parlement dans un scrutin où l'abstention bat des records depuis 1998 puisque le taux de participation accuse une baisse de plus de 13 points en passant de 70,35 % à 57,26 %.
Le parti perd donc son unique représentant au Conseil national qu'était Daniel Boéri après son changement de parti en 2022 puisque ce dernier n'est pas réélu alors qu'il se représentait. Le parti perd également sa représentation à l'Assemblée parlementaire du Conseil de l'Europe puisque Boéri en était également membre de 2020 à 2023.